# Racconti neri
Racconti neri è un programma televisivo andato in onda a partire dal 2 febbraio 2006 su Fox Crime per una durata di 14 puntate, con un doppio appuntamento settimanale. Durante queste puntate, della durata di circa cinque minuti ciascuna, il noto attore italiano Giancarlo Giannini narra sotto forma di monologo i più famosi racconti classici della letteratura noir e gotica ottocentesca, scritti da altrettanto noti autori, tra i quali Edgar Allan Poe, Guy de Maupassant, Arthur Conan Doyle, Gustav Meyrink e Ambrose Bierce.
Le storie narrano per lo più di assassini, incubi e tormenti psicologici, topos letterari del genere dell'horror e del mistero.
Il coinvolgimento degli spettatori nel climax ascendente di terrore e suspense è accresciuto da una scenografia che vuole evocare un'atmosfera inquietante, chiusa in una pesante oscurità in contrasto con sottili raggi di luce provenienti da una grata, che fanno risaltare e le ombre e il fumo di una sigaretta. A livello sonoro la voce del narratore si alterna a suoni sinistri e poco definiti.

## Puntate
I racconti narrati e in parte reinterpretati da Giannini sono stati:
1. La morta di Guy de Maupassant
2. Per filo e per segno di Arthur Conan Doyle
3. Uno dei dispersi di Ambrose Bierce
4. Il cuore rivelatore (o Il rumore del cuore) di Edgar Allan Poe
5. Il Golem di Gustav Meyrink
6. Un arresto di Ambrose Bierce
7. Morella di Edgar Allan Poe
8. Lettera di un pazzo di Guy de Maupassant
9. La maschera della morte rossa di Edgar Allan Poe
10. L'imbuto di cuoio di Arthur Conan Doyle
11. La morte di Olivier Bacaille di Émile Zola
12. La casa del fantasma di Ambrose Bierce
13. I delitti della Rue Morgue (o Gli assassini della Rue Morgue) di Edgar Allan Poe
14. Pazzo di Guy de Maupassant